# Abbas Hachem
Abbas Hachem (né à Tourzaya en 1954) est un homme politique et un homme d’affaires libanais.
Propriétaire de nombreux groupes commerciaux, il se présente aux élections législatives de 2000, en alliance avec les anciens ministres Fares Boueiz et Farid Haykal Khazen. Il est élu député chiite de Jbeil-Byblos.
Critique à l’égard des gouvernements de Rafiq Hariri, il vote en 2004 la reconduction du mandat du Président Émile Lahoud.
Il crée la surprise au printemps 2005 en brisant son alliance avec ses anciens partenaires et se rapproche du général Michel Aoun. C’est sur sa liste qu’il sera réélu en 2005 et en 2009, bénéficiant également du soutien du Hezbollah. Il fait partie aujourd’hui de l’opposition parlementaire, au sein du bloc de la Réforme et du Changement, dirigé par Aoun.